# Synagoge (Oberdorf am Ipf)

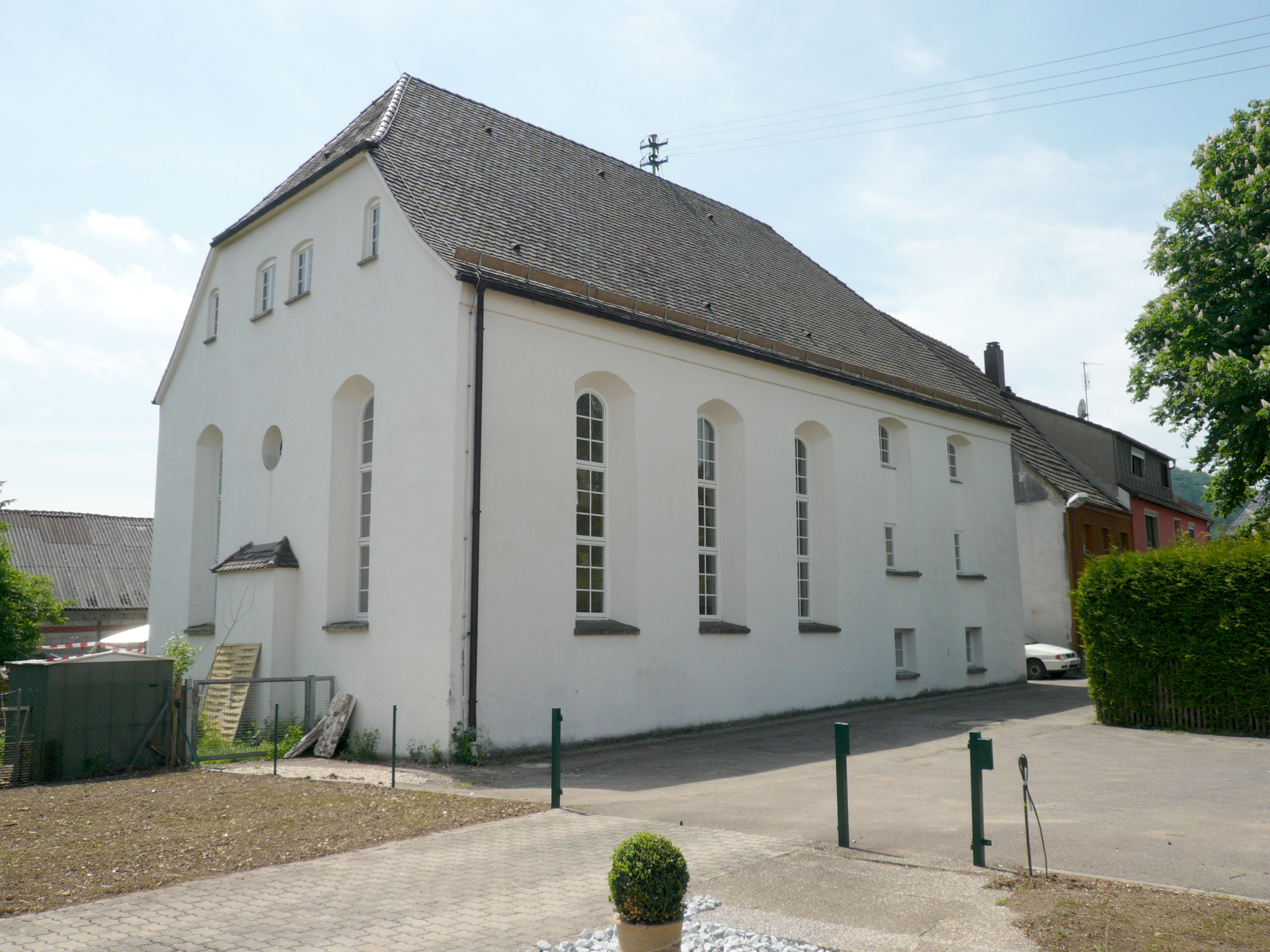
Ehemalige Synagoge in Oberdorf

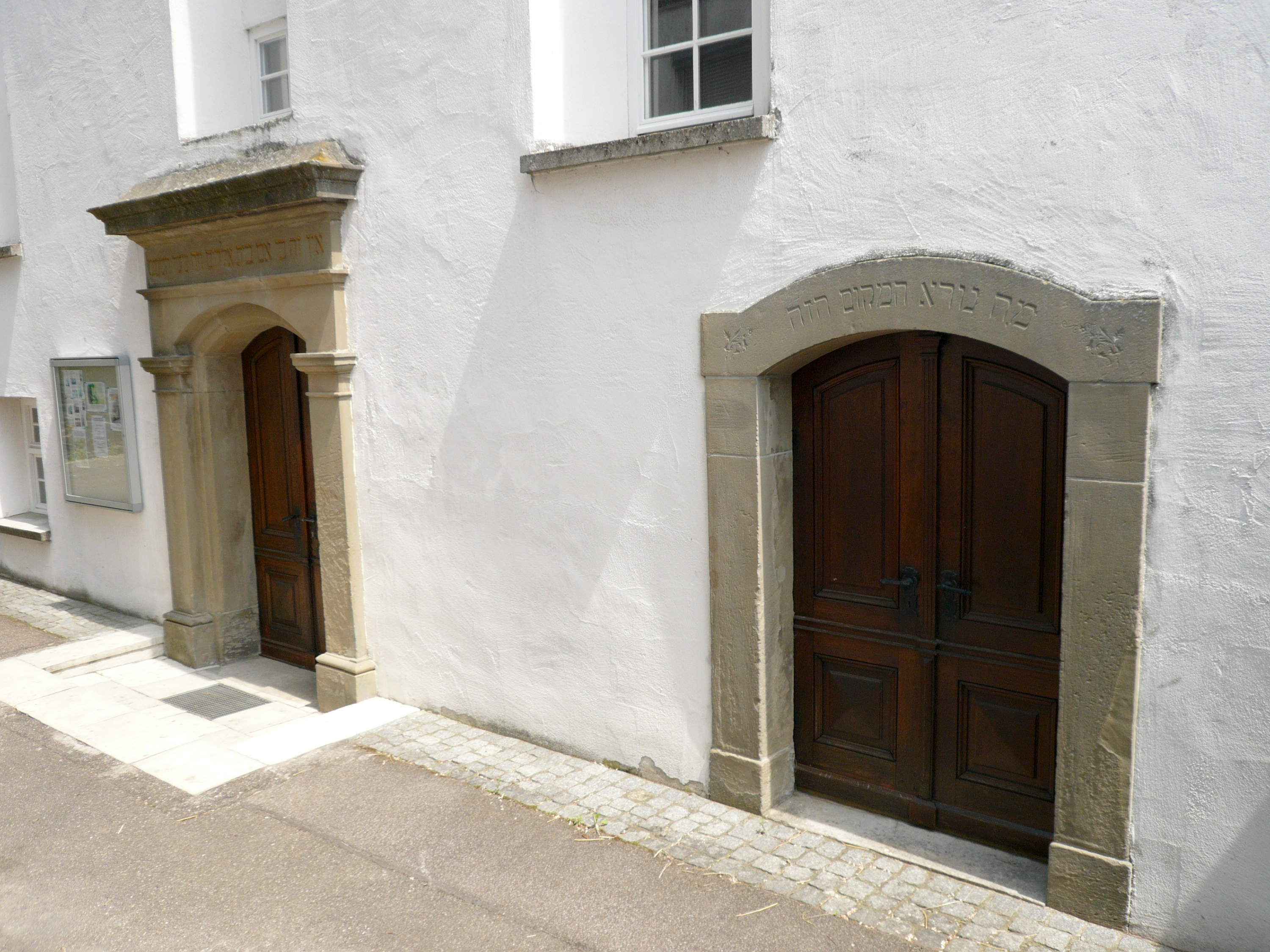
Männereingang (links) und Fraueneingang (rechts) auf der Westseite

Die ehemalige Synagoge in Oberdorf am Ipf, einem Stadtteil von Bopfingen im Ostalbkreis in Baden-Württemberg, befindet sich in der Lange Straße 13.

## Geschichte

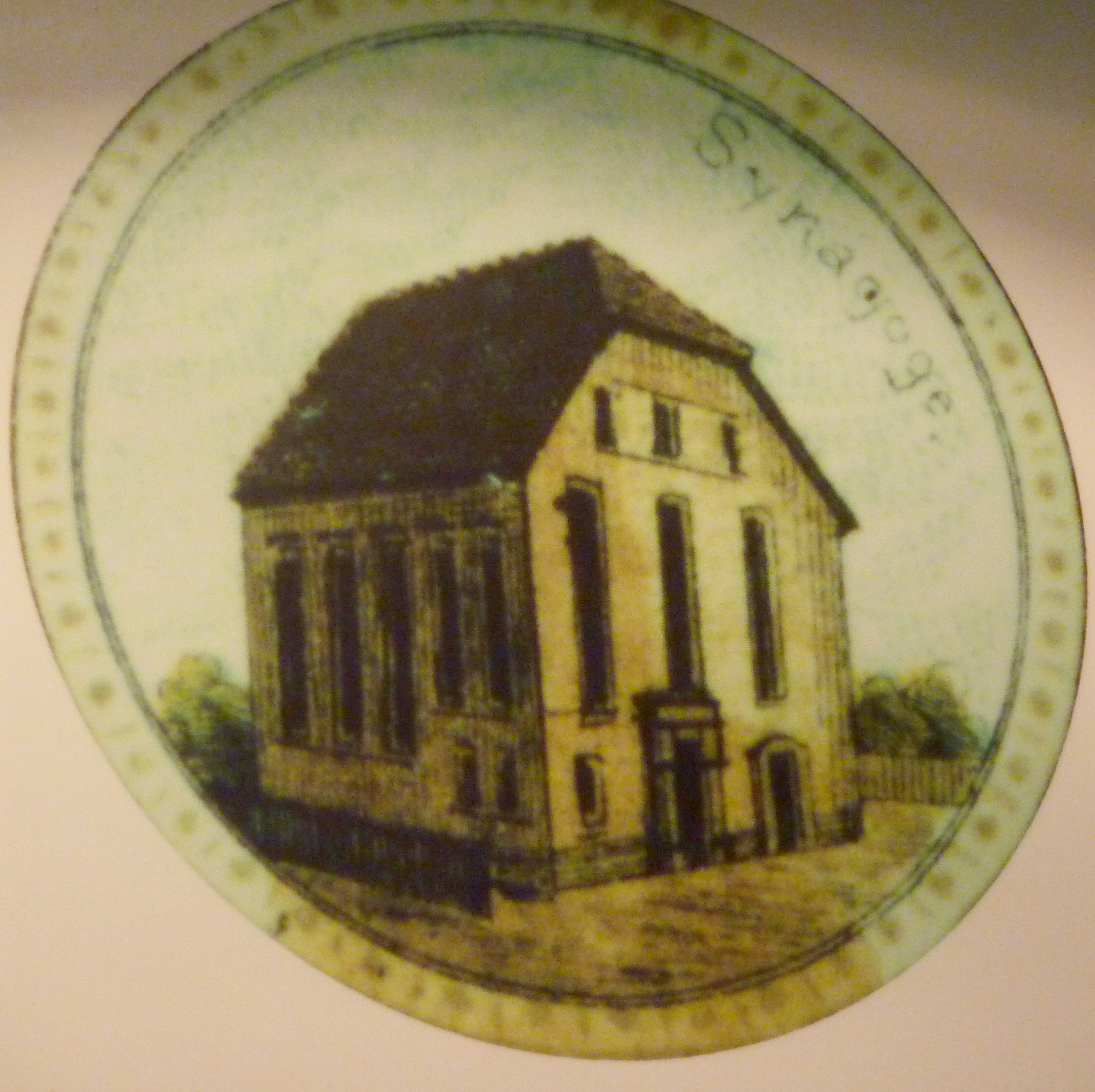
Die Synagoge um 1900

Die jüdische Gemeinde Oberdorf errichtete frühere Synagogen bereits in den Jahren 1704 und 1744/45. Die 1809 bis 1812 erbaute und heute noch erhaltene Synagoge wurde auf dem Grundstück des Vorgängerbaus von 1744/45 errichtet.
Das genaue Einweihungsdatum der neuen Synagoge ist nicht bekannt, jedoch ist an der Ostwand des Synagogengebäudes die Jahreszahl 1812 angebracht. In den Inschriften über der Toranische (s. u.) bilden die mit Punkten markierten Buchstaben als Chronostichon in Verbindung mit dem nachgestellten לפ"ק (Abkürzung für "nach kleiner Zählung") die jüdischen Jahreszahlen [5]572 (= 1811/12) und [5]603 (= 1842/43). In den Jahren 1843, 1858 und zuletzt noch 1933 wurden Renovierungen vorgenommen.

### Zeit des Nationalsozialismus
Während der Novemberpogrome 1938 legten auswärtige SA-Männer in der Synagoge Feuer, doch wurde es von Einheimischen gelöscht. Das Gebäude wurde 1939 an die politische Gemeinde Oberdorf verkauft und von dieser 1940 an den Turnverein Oberdorf, der es als Turnhalle nutzte. Im Laufe des Zweiten Weltkrieges diente es dann als Unterkunft für Zwangsarbeiter.

### Heutige Nutzung
Im Jahr 1950 erwarb die katholische Gemeinde Oberdorf das Gebäude und baute es zu einer Kirche um. Auf dem Dach wurde ein hölzerner Dachreiter mit Glocke errichtet. Nach dem Auszug im Jahr 1969 wurde das Synagogengebäude als Lagerraum verwendet.
Im Jahr 1989 erwarb der unter anderem von Landrat Diethelm Winter gegründete Trägerverein ehemalige Synagoge Oberdorf e. V. das Gebäude, und nach umfangreichen Baumaßnahmen konnte es 1993 als Gedenk- und Begegnungsstätte ehemalige Synagoge Bopfingen-Oberdorf eröffnet werden. Auf dem Dachboden wurde eine umfangreiche Genisa entdeckt, die vor allem aus Gebetsbüchern besteht. 
Seit 1997 befindet sich in der ehemaligen Synagoge außerdem das Museum zur Geschichte der Juden im Ostalbkreis.

## Beschreibung

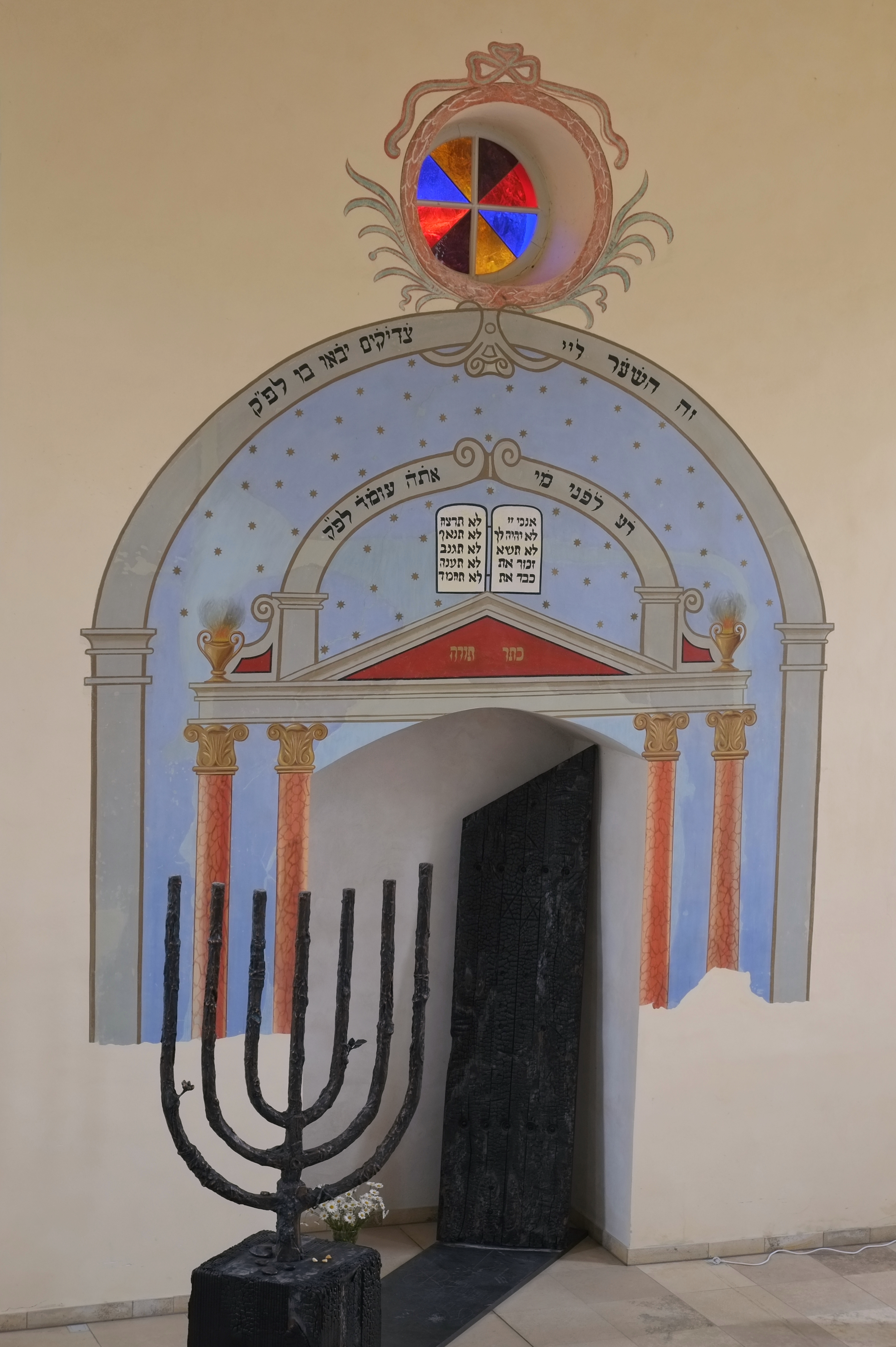
Toranische

Das Synagogengebäude ist ein von West nach Ost ausgerichteter, noch spätbarock geprägter Saalbau, bei dem die oberen Hälften der Giebel abgewalmt sind. In Längsrichtung ist der Bau in drei, in Querrichtung in fünf Achsen gegliedert. Bei den drei östlichen Achsen machen – mit Ausnahme eines kleinen Rundfensters über der Toranische in der Mitte der Ostseite (Misrach-Fenster) – hohe, durchlaufende Fenster mit Halbrundabschluss den festlichen Charakter eines gottesdienstlichen Raumes deutlich. Die beiden westlichen Achsen haben hingegen jeweils drei kleine Fenster übereinander, von denen allerdings die beiden oberen vertikal jeweils in eine große gemeinsame Nische eingebettet sind, wodurch gewissermaßen die Reihe der großen Fenster in den östlichen Achsen nach Westen fortgesetzt wird; die kleinteilige Fenstergliederung ergab sich daraus, dass die westliche Achse im Erdgeschoss Vorräume enthielt und darüber die Frauenempore, die sich auch noch bis in die nächste Achse erstreckte.
Der mittlere Eingang für die Männer führte in das Erdgeschoss der Synagoge, der rechte Eingang für die Frauen zu einer Treppe, über die man auf die Frauenempore gelangte. In der Mitte des Gebetssaals stand auf einem Podest die Bima zur Vorlesung aus der Tora. Vor der Toranische in der Ostwand befand sich ein Podium zum Ausheben der Torarollen. In der Nische stand ein Schrank (Toraschrein) zur Aufbewahrung der Torarollen. Vor dem Podium befanden sich Pulte für den Prediger und für den Vorbeter, neben dem Podium die Sitzplätze für den Rabbiner (links) und für den Synagogenvorsteher (rechts).

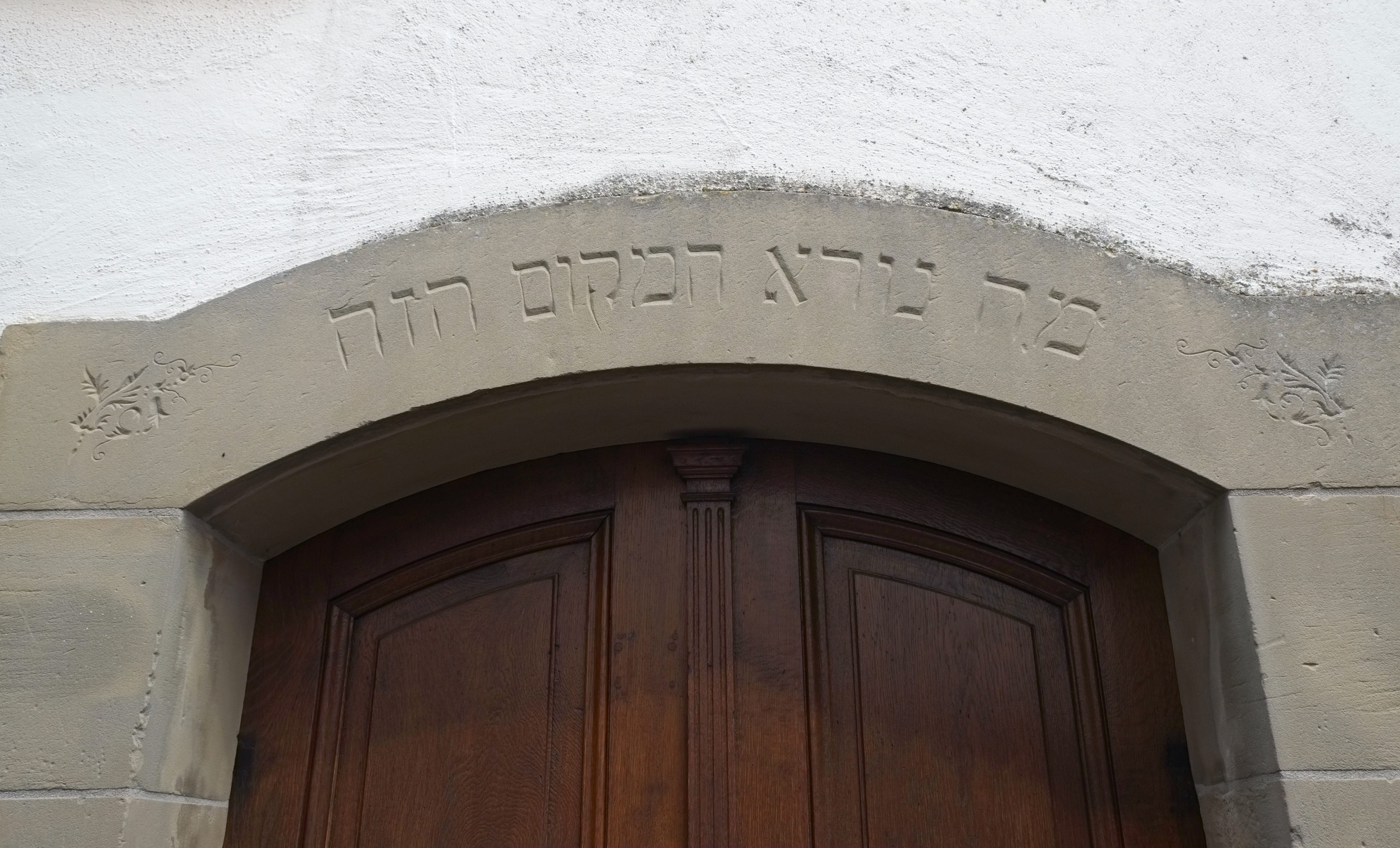
Fraueneingang mit der Inschrift: Wie ehrfurchtgebietend ist dieser Ort (Gen. 28, 17; die Fortsetzung folgt über dem Männereingang)
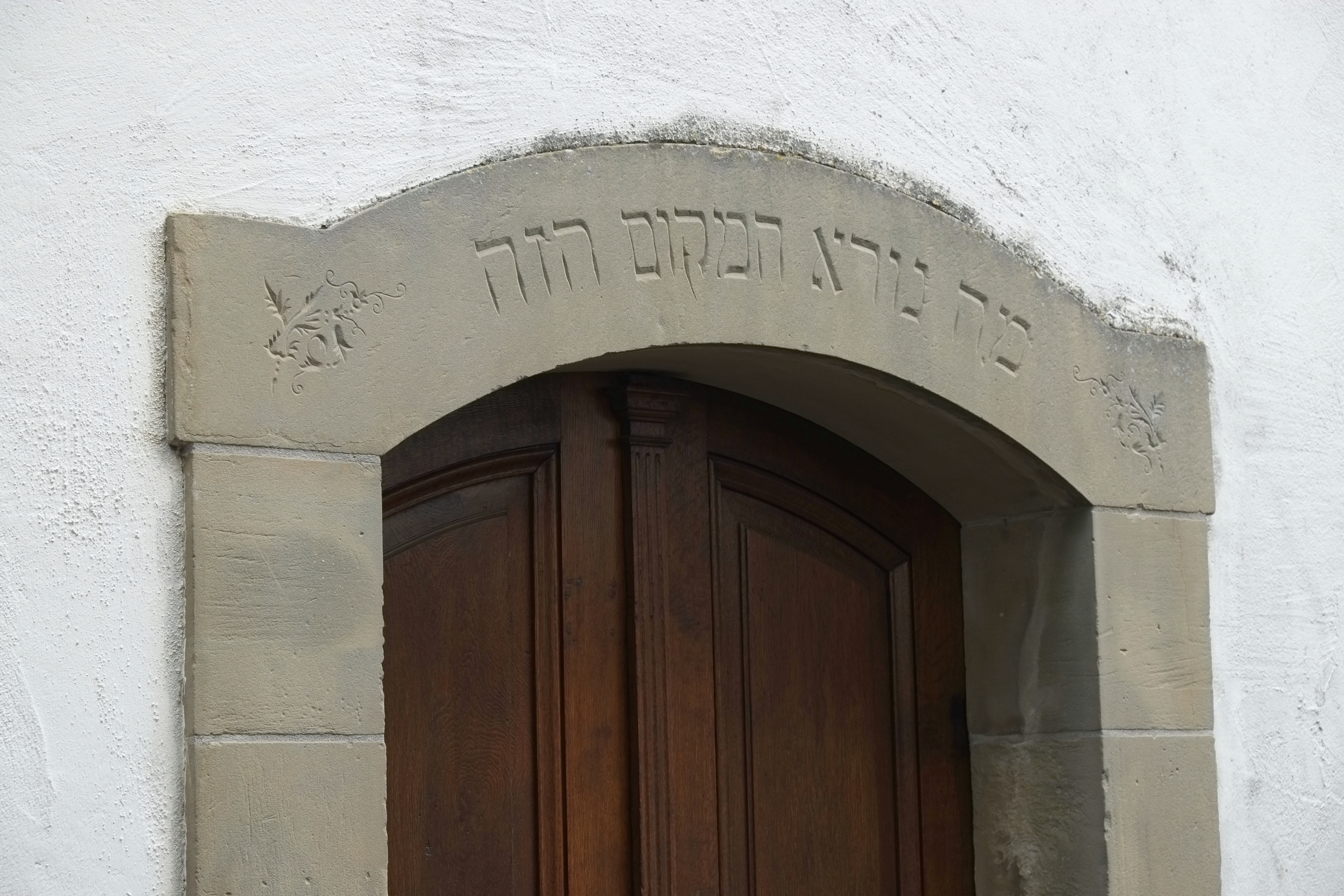
Männereingang mit der Inschrift: Nichts ist dies als wahrlich das Haus Gottes, und dies ist das Tor des Himmels
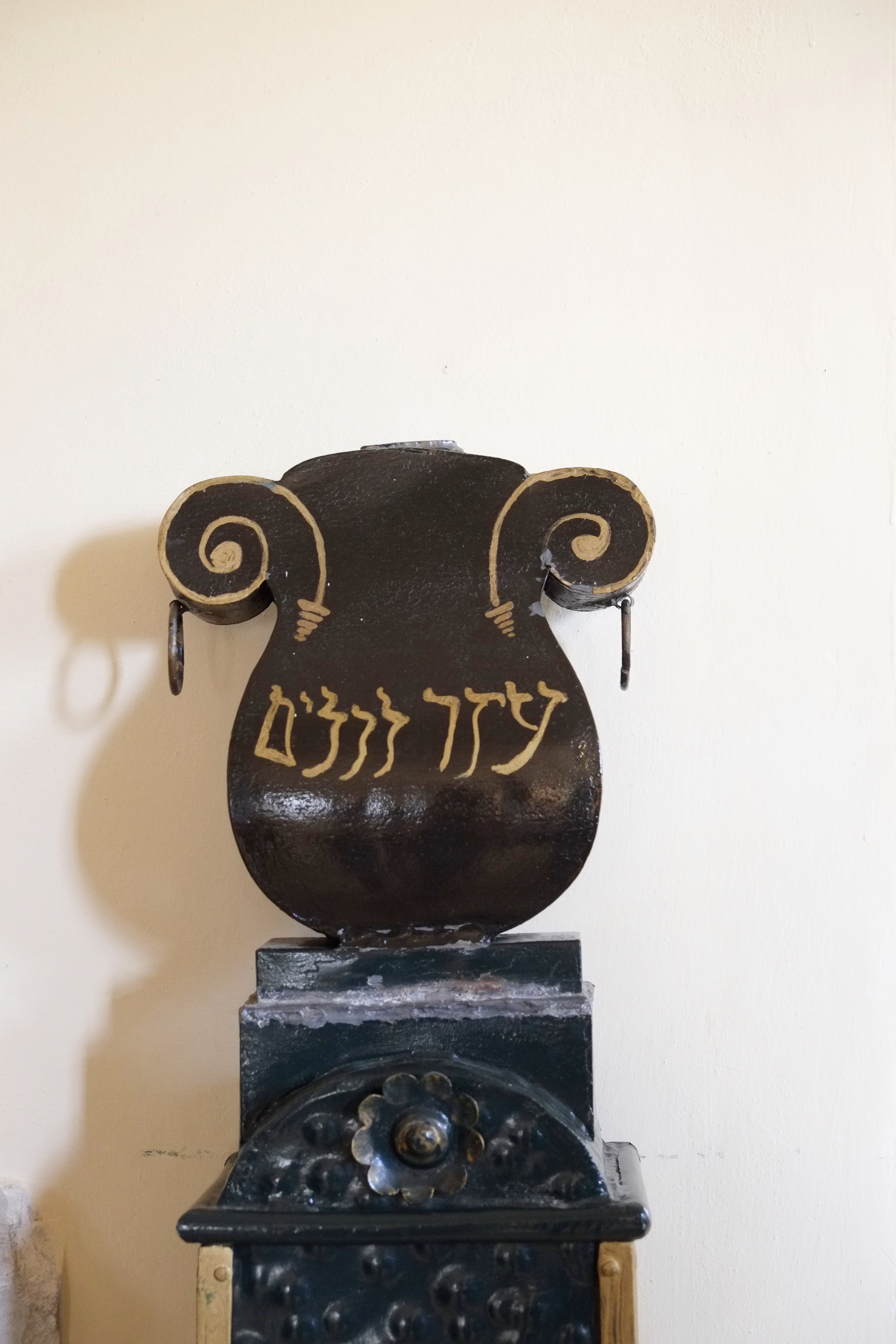
Opferstock (Zedaka-Büchse) mit der Inschrift: Hilfe für Arme
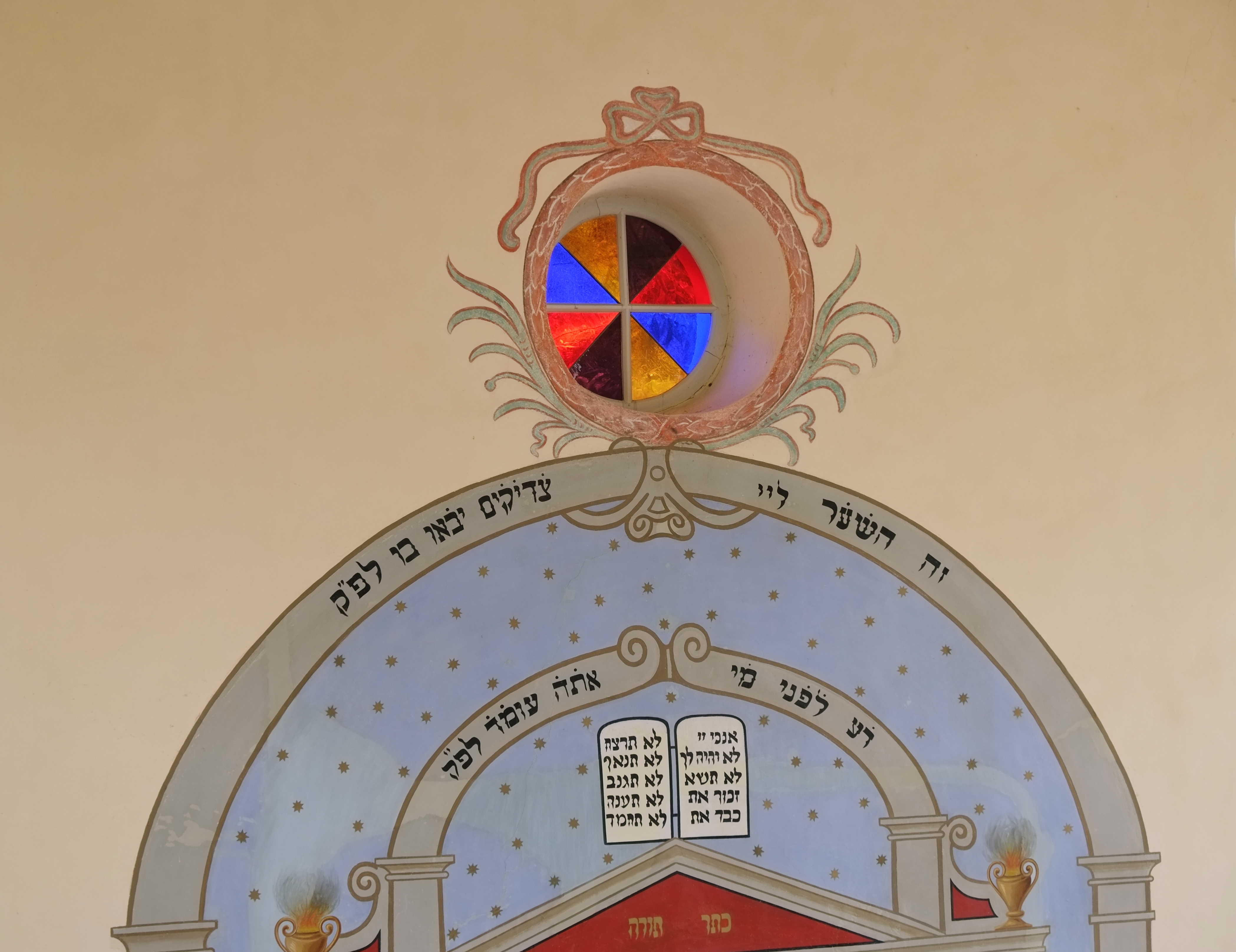
Inschriften über der Toranische: Dies ist das Tor zum Herrn, Gerechte werden in es eintreten (Psalm 118, 20) - Bedenke, vor wessen Angesicht du stehst (nach b.Berachot 28b) - Krone der Tora